# Llajua

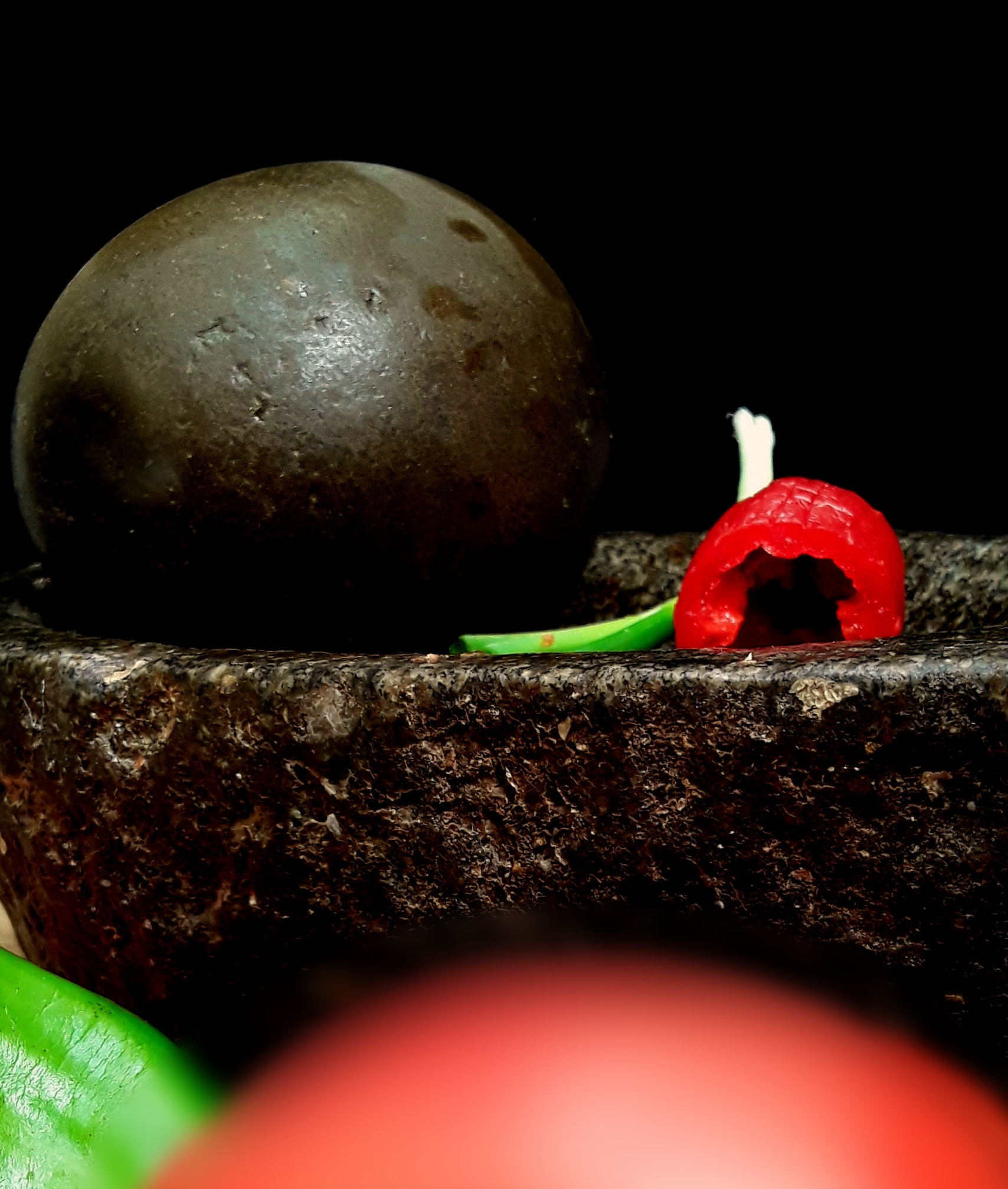
Préparation de la llajua au foulonnage.

La llajua ou llajwa (du quechua), également appelée llasjua, yasgua et llasgua, est une sauce épicée préparée essentiellement avec des piments tels que le locoto, l'ulupica ou le kitucho (ou kumbarí) et de la tomate,. Elle est consommée en Bolivie,, notamment dans l'ouest du pays, au nord-ouest de l'Argentine, et dans le Norte Grande chilien (villes d'Arica et d'Iquique).
Des vestiges archéologiques montrent qu'une sauce égale ou similaire à la llajwa était déjà consommée dans la zone qui est actuellement La Falda-Tilcara, dans la province argentine de Jujuy, à l'époque hispano-indigène (c'est-à-dire dans les tribus indigènes non colonisées lorsque débutait la colonisation de l’Amérique),.

## Préparation
Il est de préférence préparé dans une pierre de foulon (meule) trouvée dans les carrières de Bolivie ou, à défaut, dans un mixeur. Dans certaines régions, lorsque des piments rouges ou jaunes sont utilisés à la place du locoto, ceux-ci sont également moulus au moulin à foulon, mais au lieu du morok'o, le mortier est utilisé. Contrairement à ce qui se passe avec les locotos et les tomates, le mixeur n'écrase pas complètement les piments séchés et, par conséquent, son utilisation ne permet pas d'obtenir un résultat assimilable à la préparation traditionnelle.

## Variétés
Selon la région, la llajua peut contenir du locoto, du piment vert ou du piment jaune comme ingrédient de base. Parfois, des oignons ou l'une des deux herbes aromatiques cultivées spécialement à cet effet sont ajoutés, soit le killkiña à Cochabamba ou le wakataya à Sucre et dans d'autres vallées de Bolivie.

### La classique
Dans les départements de l'ouest de la Bolivie, le locoto (vert ou rouge), la tomate, le sel et, dans certains cas, une herbe aromatique, sont les produits de base de la fabrication de la llajua. La différence entre les recettes de La Paz, Oruro et Potosí est que dans chaque région, on utilise des herbes aromatiques différentes pour lui donner une saveur distincte. Cela peut être du wakataya, du suyku et du kirquiña.

### Aux herbes et oignons
À Cochabamba et dans d'autres régions des vallées centrales du pays comme le nord de Chuquisaca, la llajua est davantage consommée moulue avec des piments verts (sans graines), du persil, du kirquiña et de la menthe. Une fois le tout broyé au foulon, la llajua est placée dans un récipient en argile (pour la conserver fraîche) et l'oignon blanc est coupé en fins carrés. Il est préférable qu'elle soit consommée dans la journée.

### À l'ulupica ou à l'aribibi
Dans d'autres régions comme l'Orient bolivien, au lieu du locoto, le llajua est préparé avec de l'ulupica (es) ou de l'aribibi, des petits piments forts.

### Aux arachides et piment jaune
Ces ingrédients sont surtout utilisés avec les empanadas tucumanas (es) et pour assaisonner. Les cacahuètes et le piment jaune séché sont moulus et leur quantité à chacun d'entre eux sera établie en fonction du piquant souhaité.

## Par pays

### Argentine
Des preuves archéologiques attestent de la consommation de piment à l'époque hispano-indigène,. Actuellement, cette sauce est consommée dans tout le nord-ouest du pays, principalement dans les provinces de Salta, Tucumán et Jujuy. Parfois, dans le nord-ouest de l'Argentine, la llasgua (mélange de tomates, d'oignon et de locoto) est également appelée « chimichurri épicé », bien que dans d'autres régions d'Argentine, ce nom soit utilisé pour désigner une sauce très différente.
Nommée de nos jours yasgua, llasgua, llasjua ou llajua,, cette sauce est toujours consommée dans tout le nord-ouest du pays, principalement dans les provinces de Salta, Tucumán et Jujuy, ainsi que dans les environs des provinces voisines,,, principalement en région andine. Elle est utilisée pour accompagner la viande, les empanadas, les barbecues et autres plats typiques. Elle sert même à accompagner le locro, au même titre que la sauce appelée quiquirimichi (es).

### Bolivie

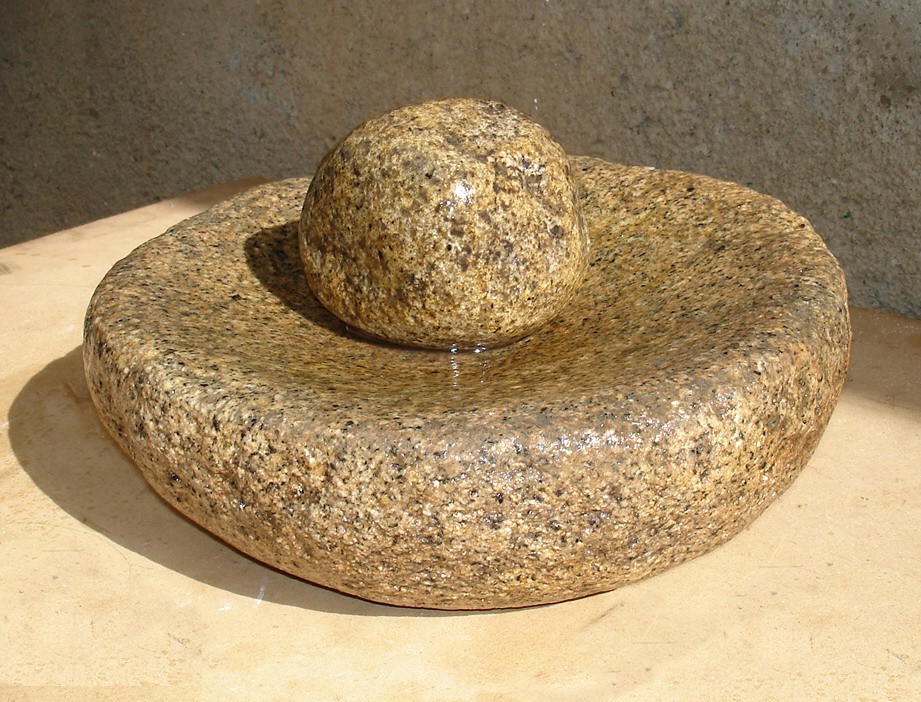
Moulin à foulon pour la préparation du llajwa.

La llajwa bolivienne, une sauce épicée et rafraîchissante, est un élément essentiel de la tradition culinaire bolivienne. Profondément enracinée dans la culture andine, cette sauce polyvalente est devenue un symbole de l'identité gastronomique du pays.

#### Origines
La llajwa, dont le nom vient de la langue quechua, est une sauce qui fait partie intégrante de l'alimentation bolivienne depuis des siècles. Bien que ses origines exactes soient difficiles à retracer, la recette est connue pour avoir évolué au fil du temps, car diverses cultures et régions du pays ont laissé leur empreinte sur cette création culinaire.
L'influence des cultures indigènes andines est évidente dans le llajwa, car les principaux ingrédients, tels que les locotos (piments forts) et les herbes fraîches, ont de profondes racines dans les traditions indigènes. Les locotos, en particulier, constituent un élément essentiel du régime alimentaire andin et sont utilisés depuis des siècles pour ajouter de la saveur et du piquant aux plats locaux.

#### Altiplano
Dans l'Altiplano, le locoto (vert ou rouge), la tomate, le sel et, dans certains cas, une herbe, sont les produits de base pour sa fabrication. La différence entre La Paz, Oruro et Potosí est que dans chaque région, on utilise des herbes aromatiques différentes pour lui donner une saveur différente. Cela peut être du wakataya, du suyku et du kirquiña. Dans les restaurants, on ajoute quelques gouttes d'huile. Celui qui n'est pas seulement fait de locoto s'appelle jallpawayka (de l'aymara jallpa : « sol » et wayka : « chili » ou « bref »).

#### Cochabamba
À Cochabamba et dans d'autres régions des vallées interandines du pays, on préfère la llajwa moulue avec des piments verts (sans pépins), des brins de persil, du killkiña et de la menthe. Une fois le tout broyé au foulon, la llajwa est placée dans un récipient en argile pour qu'elle reste fraîche et l'oignon blanc est coupé en fins carrés. Il est préférable qu'elle soit consommée dans la journée. Il en existe également différentes sortes selon les aliments qu'ils accompagnent. Pour un quinoa phiri, la llajwa est faite de locoto vert et d'oignon haché. Pour les lawas, elle est faite de locoto, chili ou uchu en cosse.

#### Sucre
À Sucre, ville bolivienne située dans le département de Chuquisaca, on utilise le locoto ou ají cumbaro (rouge ou vert) et la tomate. Il peut être moulu avec du persil ou du wakataya ou de l'oignon. Le kirquiña n'a jamais été utilisé à Sucre.
Il y a aussi l'uchu llajua, qui est fabriqué à partir de graines de piment rouge. Celui-ci doit être moulu au foulon avec un peu d'eau sans tomate. Il est consommé de préférence avec un plat de viande rôtie appelé sullka (es).

### Chili
Dans le Norte Grande, à Arica et Iquique, il est servi une sauce comme la llajua, mais on l'appelle pebre (es), un nom qui dans le reste du Chili est utilisé pour une sauce tout à fait différente.